# Aeroportul Dillon's Bay
Aeroportul Dillon's Bay (IATA: DLY, ICAO: NVVD) este un aeroport din Tafea⁠(d), Vanuatu ce deservește zona Erromango⁠(d).
Situat la o altitudine de 190 m, aeroportul dispune de o singură pistă.